# جفني الشكل
جفني الشكل (الاسم العلمي: Blepharopsis)، جنس سراعيف من فصيلة السراعيف العنقصية. ويضم الجنس نوع واحد فقط وهو السرعوف العربي.